# Épopée du peuple mexicain

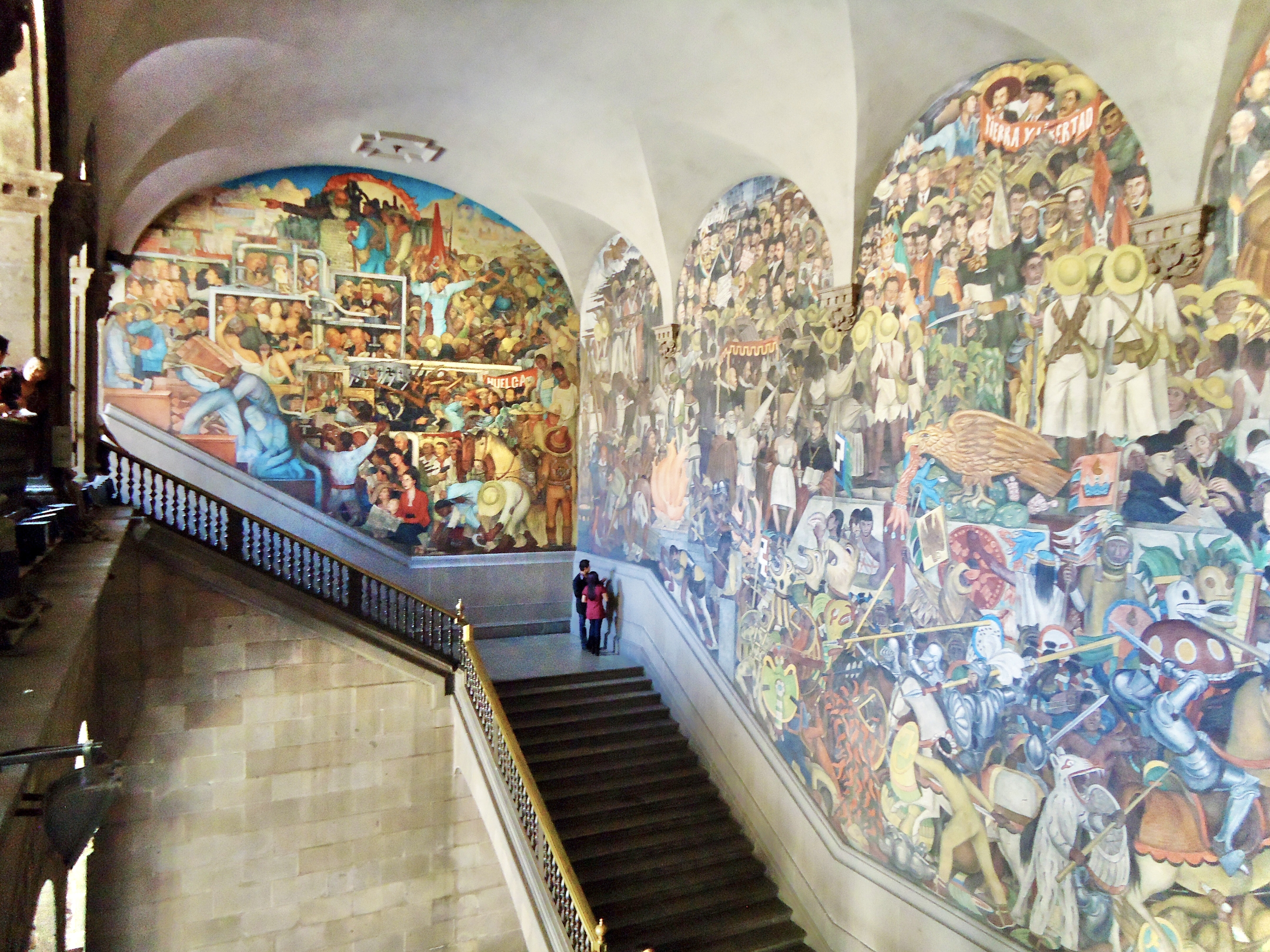
Vue d'ensemble de la moitié gauche de la fresque.

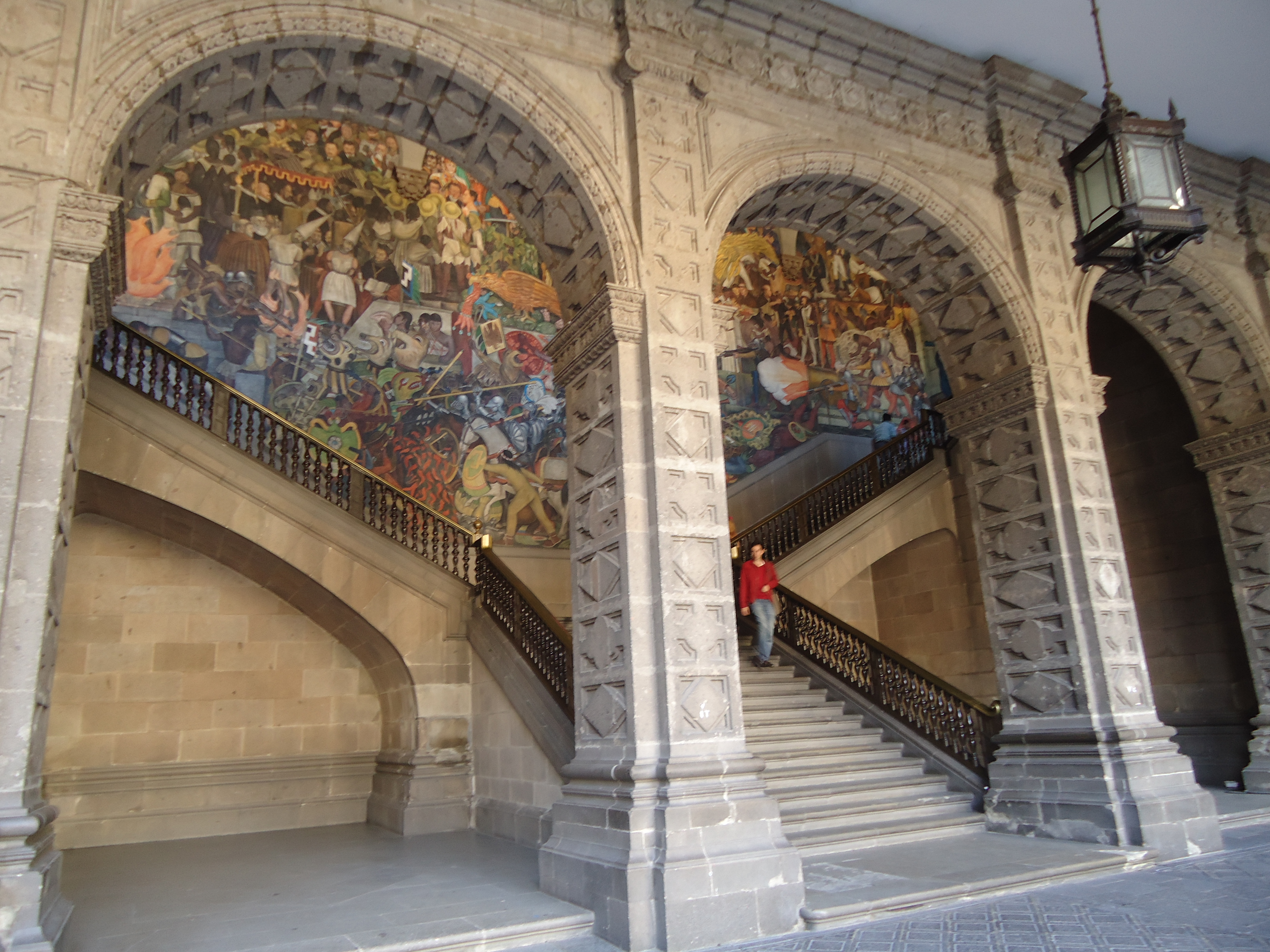
Aperçu depuis le bas des escaliers.

L'Épopée du peuple mexicain (Epopeya del pueblo mexicano, en espagnol, également connue sous les noms de Historia de México et de México a través de los siglos) est une fresque du peintre mexicain Diego Rivera, réalisée sur les murs de l’escalier principal du Palais national de Mexico entre 1929 et 1935 sur commande de José Vasconcelos, le secrétaire d'éducation publique. Cette fresque appartient au mouvement du Muralisme mexicain. Ce mouvement se développe au début du XXe siècle et se distingue par sa fonction didactique et épique. Il a pour volonté d'amener l'art au peuple. Les œuvres sont alors le plus souvent réalisées dans des lieux publics. Les artistes souhaitent effacer l'individualisme, alors considéré comme bourgeois. 
D'une surface totale de 276 m2, la fresque se compose de trois parties : deux latéraux de 7,49 m sur 8,85 m, et un central de 8,59 m sur 12,87 m,. Le mur de droite (au nord) représente le Mexique préhispanique à travers le mythe de Ce Acatl Topiltzin Quetzalcoatl à Tula ; le mur central (à l'ouest), le plus grand, représente le Mexique depuis la chute de l'Empire aztèque en 1521 jusqu'à la révolution de 1910-1920 ; le mur de gauche (au sud) représente une vision marxiste du Mexique du XXe siècle.
La fresque de l’Épopée du peuple mexicain a été restaurée en 2009 à l'occasion de la préparation du bicentenaire de l'indépendance du Mexique et du centenaire de la révolution mexicaine en 2010.

## Analyse
Le mur de droite, au nord, appelé « México prehispánico » (Le Mexique préhispanique), « El México antiguo » (Le Mexique ancien), « El antiguo mundo indígena » (L'ancien monde indigène) ou encore « El mundo prehispánico » (Le monde préhispanique), représente l'histoire et la culture indigènes du Mexique avant la conquête espagnole, à travers le mythe de Ce Acatl Topiltzin Quetzalcoatl. La particularité de cette partie est sa structure en spirale, du centre vers la droite, le bas, la gauche puis le haut. Le roi mythique trône au centre, et transmet au peuple de Tula les différents éléments constitutifs de la culture toltèque : l’agriculture, l'artisanat, l'écriture, la guerre, la religion. La partie haute représente son départ vers l’est sur un serpent à plumes.
Le mur central, à l'ouest, le plus grand, appelé « De la conquista a 1930 » (De la conquête à 1930) ou « México a través de los siglos » (Le Mexique à travers les siècles), représente le Mexique depuis la conquête espagnole jusqu'à la révolution de 1910-1920.
Le mur de gauche, au sud, appelé « México de hoy y mañana » (Le Mexique d’aujourd’hui et de demain) dépeint une vision marxiste du Mexique du XXe siècle.

### Le Mexique d'aujourd'hui et de demain
Cette fresque a été réalisée entre 1934 et 1935. Elle représente une foule, répartie dans différentes zones compartimentées, dominée par Karl Marx. La scène se déroule devant un paysage. Le thème de la lutte des classes est ici mis en avant, et ce à travers l'utilisation de nombreux symboles.
La structure de la fresque se base sur les divers tuyaux qui encadrent les classes dominantes. En effet, ceux-ci instaurent une hiérarchie et permettent de découper la scène en différentes scènes. De l'argent circule à travers ces tuyaux. C'est à partir de cette structure que l'artiste va créer une œuvre engagée, critiquant les classes dominantes, les forces autoritaires et le clergé. Divers symboles sont représentés, à commencer par la Vierge de Guadalupe qui se trouve au centre, au sein d'une église. C'est à ce niveau que les tuyaux se rejoignent et que l'argent atterrit : Diego Rivera critique alors le fait que l’Église s'enrichit sur le dos du peuple. Karl Marx, quant à lui (qui domine la scène), tient un extrait du Capital, représenté sous la forme du Décalogue. L'artiste met alors en avant le fait que le texte du Capital est un texte sacré. D'autres symboles sont présents dans cette fresque, tels que le dollar encadré d'une croix gammée et d'un faisceau fasciste (au-dessus du groupe regardant un téléscripteur) : les symboles du nazisme, du capitalisme et du fascisme sont mis sur le même plan avec une aversion globale. Le drapeau rouge, le marteau et la faucille représentent quant à eux le communisme. Enfin, une lampe figure en haut de la fresque et peut être interprétée comme l’œil de la Raison.
De nombreux personnages sont dépeints, opposant les différentes classes sociales. Les forces autoritaires protègent les intérêts des plus puissants et attaquent le peuple qui réclame ses droits (partie basse : second plan à droite). En effet, l'armée s'oppose ici au peuple et notamment aux travailleurs qui font la grève (huelga en espagnol). Divers agresseurs du peuple sont représentés : un général, deux anticommunistes — chemises jaunes : camisas doradas —, et un catholique des Chevaliers de Colomb (en bas à droite: trois à cheval et un debout). L'assassinat d'un ouvrier et d'un  paysan figure d'ailleurs à droite. Diego Rivera critique l'exploitation des travailleurs : des paysans fauchant le blé sont dépeints au premier plan (exploités par les propriétaires terriens), ainsi que des ouvriers au travail, montant l'escalier. L'artiste critique aussi l’Église, notamment à travers l'idée d'un clergé corrompu qui oublie son ministère. Au-dessus des ouvriers, à gauche, on peut en effet voir un curé s'apprêtant à embrasser une prostituée. Les trois personnages au centre, sous Marx, encadrés de tuyaux, mettent en avant un militaire, un capitaliste et un ecclésiastique. L'artiste critique ces trois statuts et considère que ceux-ci s'enrichissent sur le dos du peuple. En effet, le tuyau par lequel circule l'argent passe au milieu du groupe.

## Galerie

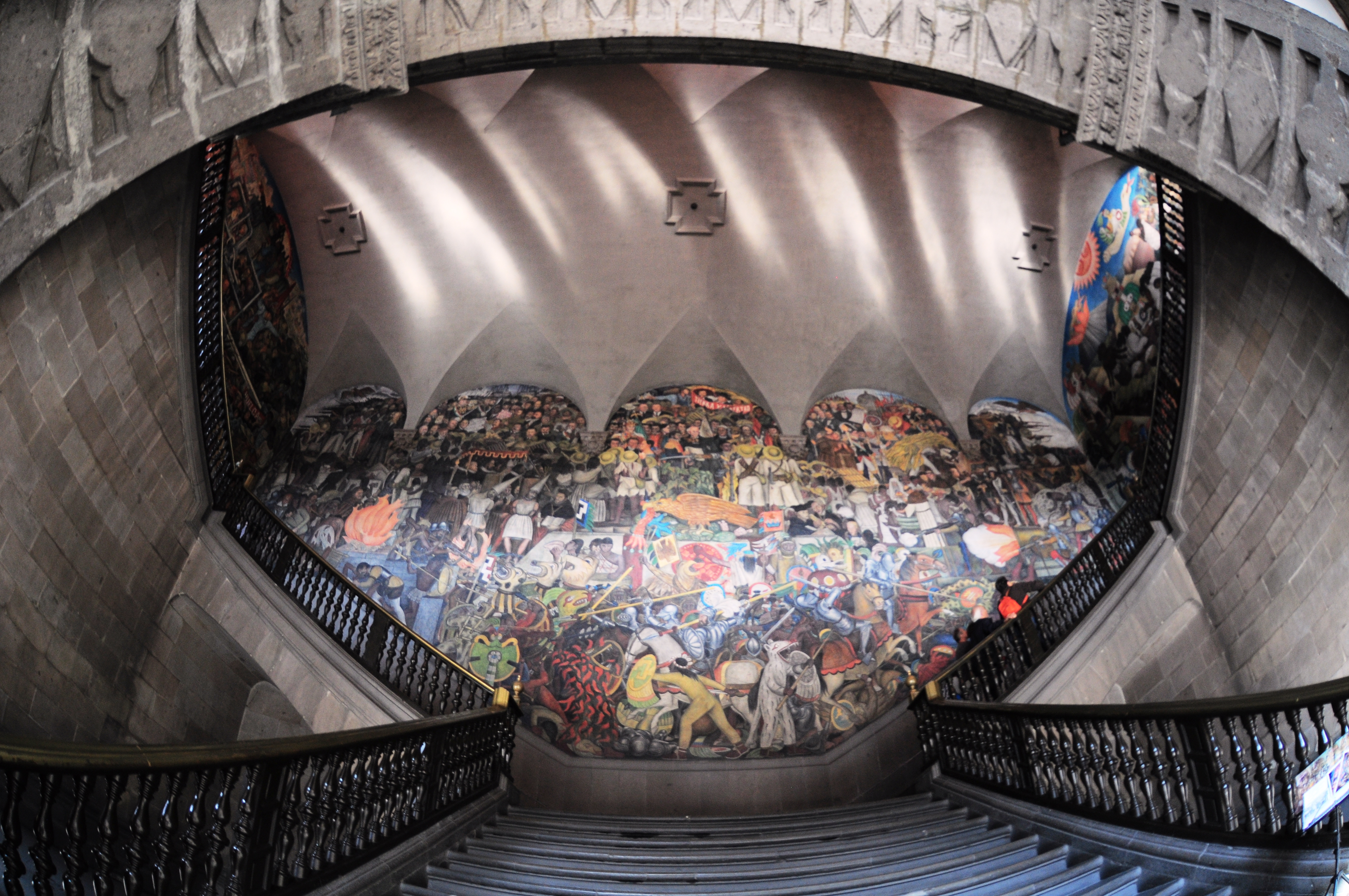
Vue d'ensemble.
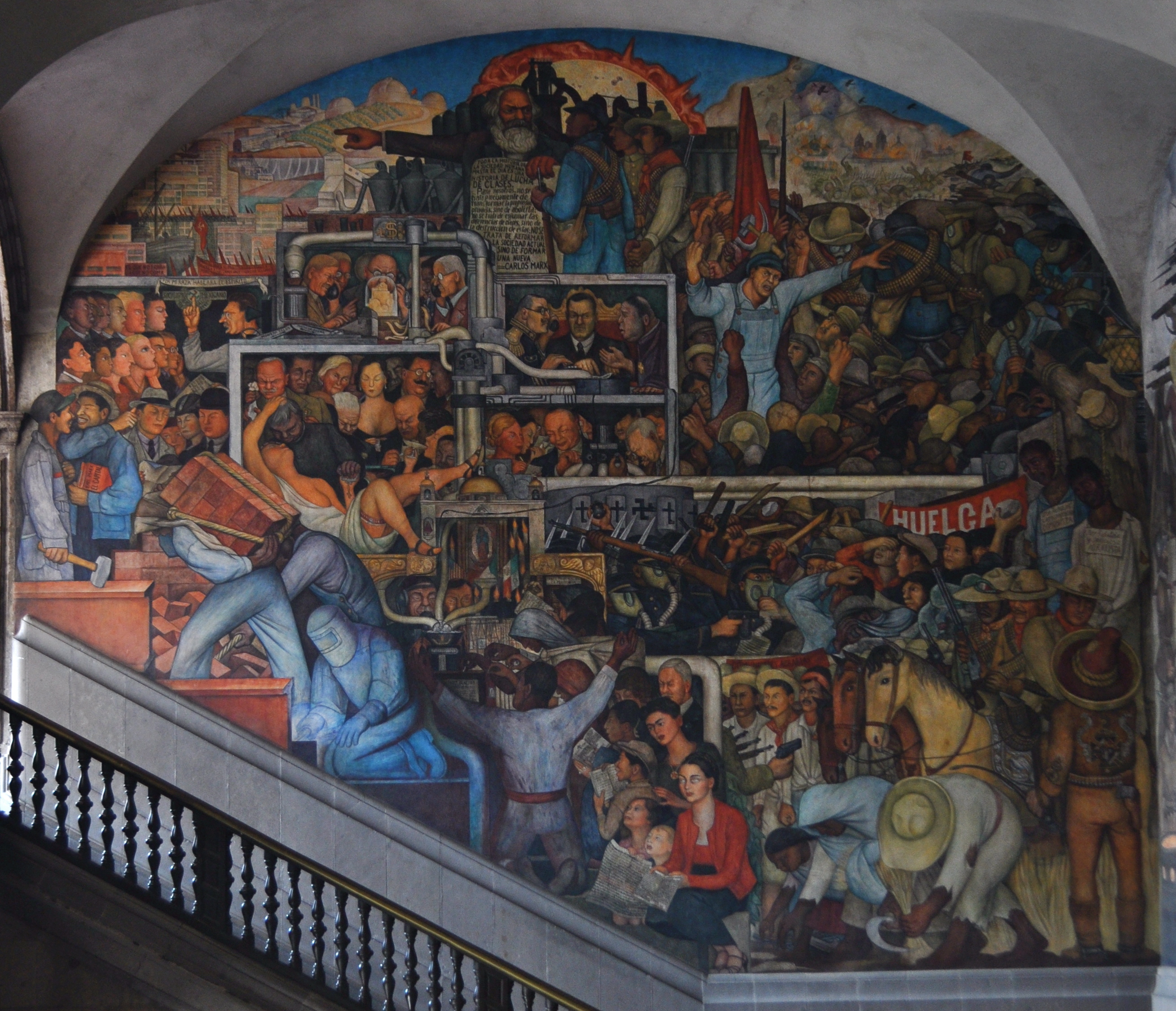
Mur de gauche : México de hoy y mañana (1934-1935)[5].
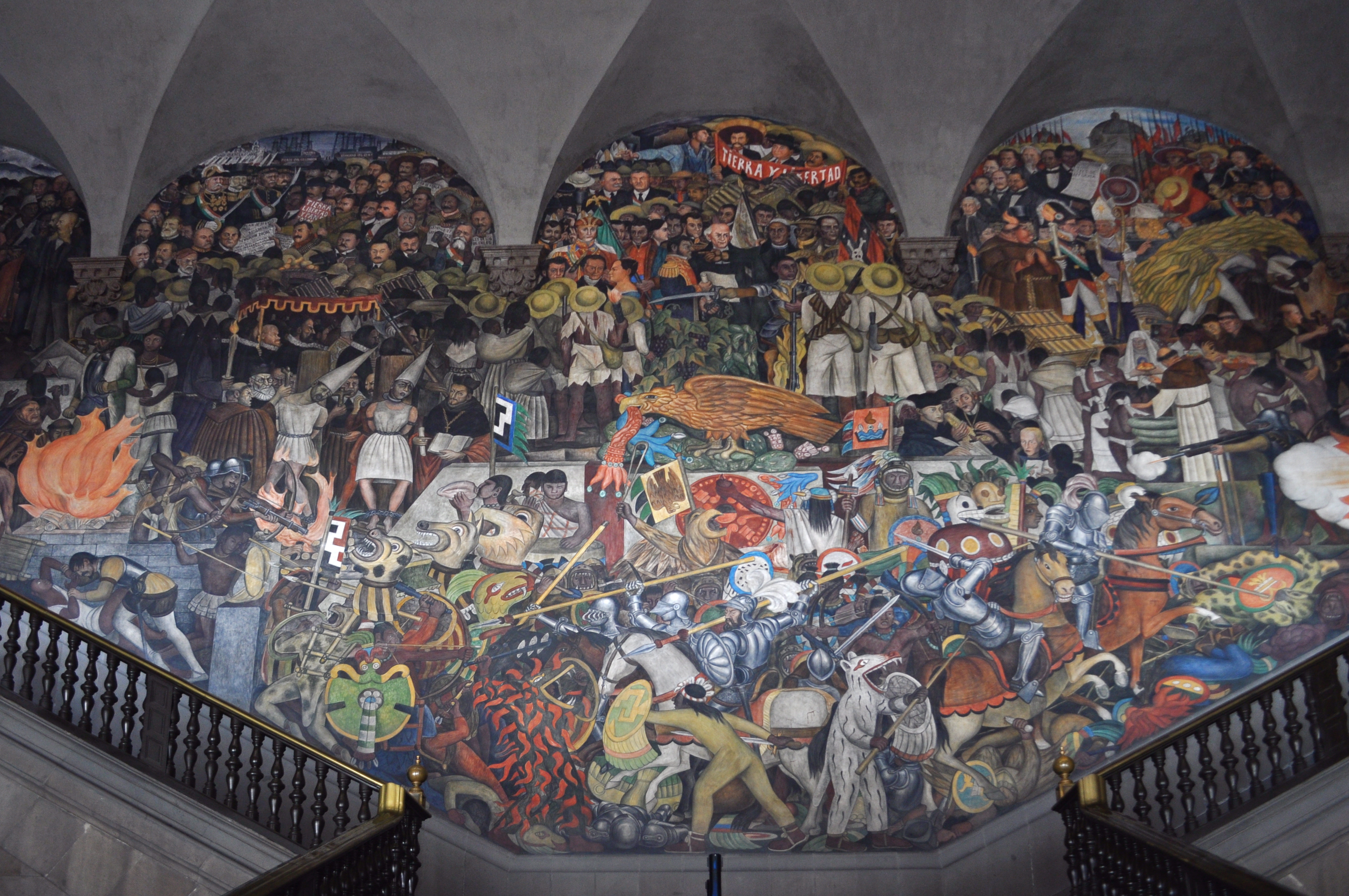
Extrait du mur central : De la Conquista a 1930 (1929-1931)[5].
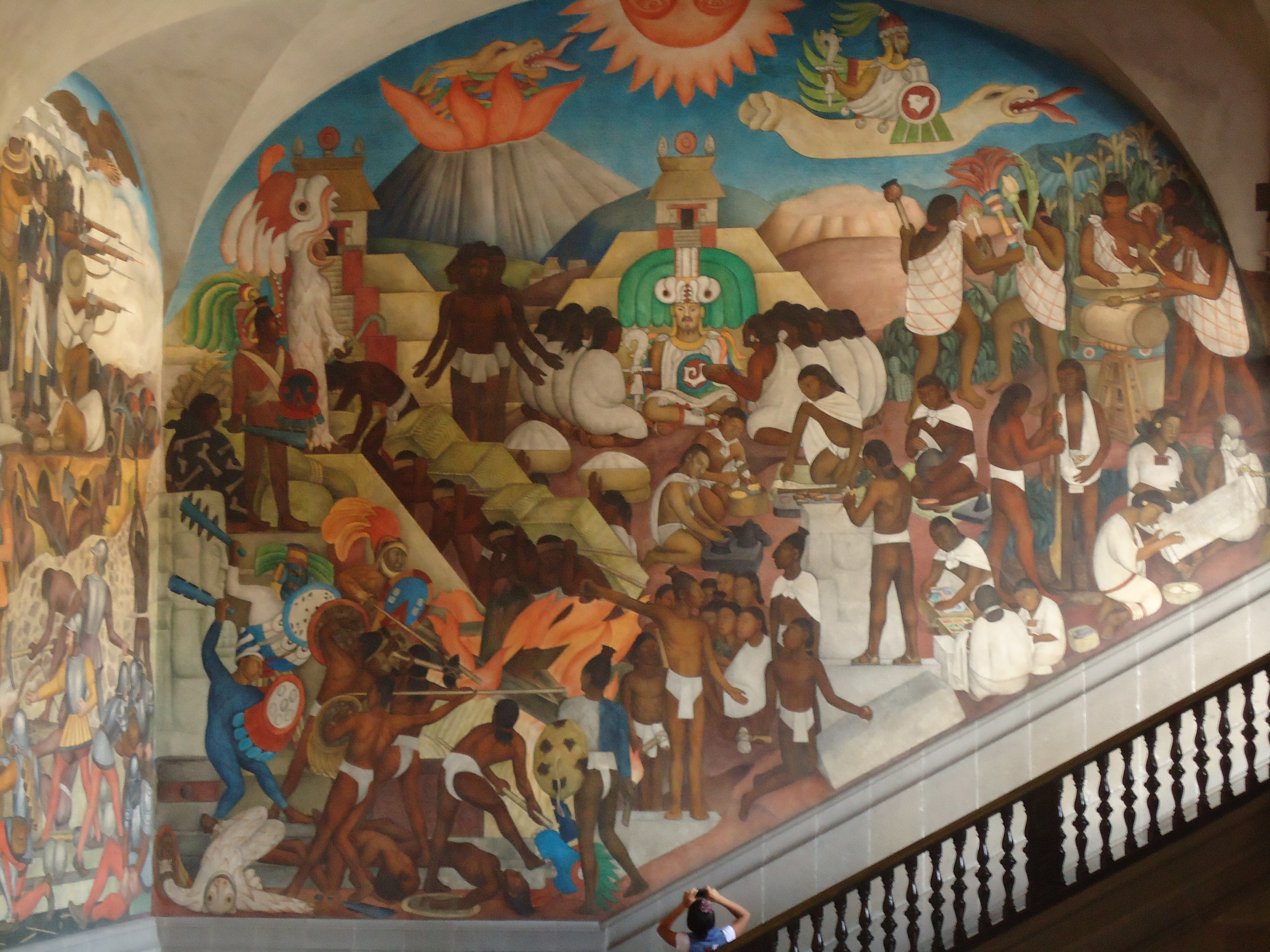
Mur de droite : México prehispánico (1929)[3],[4].

### Sources primaires
- Lettres de Diego Rivera, historia.palacionacional.info, Secretaría de Comunicaciones y Transportes.

### Sources secondaires
- (en) Antonio Rodríguez, Diego Rivera : mural painting, Fondo Editorial de la Plástica Mexicana, 1991 (ISBN 968-6658-08-4, OCLC 25382115).
- (es) 1Luis Martín Lozano et Juan Coronel Rivera, Diego Rivera : The Complete Murals, Taschen Benedikt Verlag Gmbh., 2008, 672 p. (ISBN 978-3-8228-4943-9 et 3-8228-4943-X).
- (en) MoMA, Diego Rivera, « Chronology ».
- José Antonio Romera Velasco, « La ciudad como lienzo: Diego Rivera y el muralismo mexicano », in Actas I Jornadas Internacionales Arte y Ciudad, Madrid, novembre 2011,  (ISBN 978-84-695-5133-2).
- Rodolfo Ramírez Rodríguez, « Diego Rivera y las imágenes de lo popular en el nacionalismo cultural », in Tramas, no 40, décembre 2013, p. 340-341.
- Sur « Le Mexique d’aujourd’hui et de demain » (panneau de gauche) :
  - Colette Grandclaudon et Edgard Vidal, « Diego Rivera : technologie et mythologie », in Artelogie, no 2, Janvier 2012.
  - Ana Cecilia Hornedo Marín, « L’« énergie synthétique ». Espace esthétique et espace politique dans la peinture murale mexicaine (1920-1940) », §49, Nuevo Mundo Mundos Nuevos, mis en ligne le 8 octobre 2014, consulté le 26 mai 2015.